# Leda Maria Paulani
Leda Maria Paulani (1954) es una economista brasileña, de tendencia marxista; es profesora titular de la Facultad de Economía y Administración de la Universidad de São Paulo (USP).
Paulani hizo licenciado en economía en 1976 en la misma facultad, y otro en 1981 en "Comunicación social con especialización en Periodismo por la" Escuela de Comunicaciones y Artes de la Universidad de São Paulo, y doctorado en el Instituto de Investigaciones Económicas de la Universidad de São Paulo (IPE/USP) en 1992.
Paulani fue presidente de la Sociedad Brasileña de Economía Política y lidera un grupo de investigación llamado "Instituciones del Capitalismo Financiero - CAFIN". Ella "desarrolla investigación sobre la relación entre la predominância de la valorización financiera y la actual estructuración del sistema monetario internacional."
En 2006 fue indicada para el Premio Jabuti.

## Publicaciones
- Brasil Delivery. São Paulo: Boitempo, 2008. ISBN 9788575591154
- Con Daniela Magalhães Prates: "The Financial Globalization of Brazil under Lula". Monthly Review, 2007. vol.58, nº8.
- "Economia e Retórica: o capítulo brasileiro". Revista de Economia Política, vol.26, nº1 (101), p.3-22; jan-mar/2006.
- Modernidade e Discurso Econômico São Paulo: Boitempo, 2005. Con prefacio de Francisco de Oliveira. ISBN 8575590634
- "O papel da força viva de trabalho no processo capitalista de produção: uma análise dos dilemas contemporâneos". Estudos Econômicos. Instituto de Investigaciones Económicas de la USP. vol.31, nº4, 2001.
- "A Utopia da Nação: esperança e desalento". In: Luiz Carlos Bresser Pereira e José Márcio Rego (org.). '"A Grande Esperança em Celso Furtado. São Paulo: Editora 34, 2001, p.139-156.